# Эритрея на летних Олимпийских играх 2000
Эритрея принимала участие в Летних Олимпийских играх 2000 года в Сиднее (Австралия) впервые в своей истории, но не завоевала ни одной медали. Сборную страны представляли 3 легкоатлета.

## Результаты соревнований

### Лёгкая атлетика
Спортсменов — 3
Мужчины
| Дисциплина | Спортсмен      | Предварительные забеги | Предварительные забеги | Финал                | Финал                |
| Дисциплина | Спортсмен      | Результат              | Место                  | Результат            | Место                |
| ---------- | -------------- | ---------------------- | ---------------------- | -------------------- | -------------------- |
| 5000 м     | Болота Асмером | 14:15,26               | 32                     | Завершил выступление | Завершил выступление |
| 10 000 м   | Йонас Кифле    | 28:08,59 NR            | 20                     | Завершил выступление | Завершил выступление |

Женщины
| Дисциплина | Спортсменка        | Предварительные забеги | Предварительные забеги | Финал                | Финал                |
| Дисциплина | Спортсменка        | Результат              | Место                  | Результат            | Место                |
| ---------- | ------------------ | ---------------------- | ---------------------- | -------------------- | -------------------- |
| 5000 м     | Небиат Хабтемариам | 16:30,41 NR            | 44                     | Завершил выступление | Завершил выступление |